# Siphonorhis
Siphonorhis és un gènere d'ocells de la família dels caprimúlgids (Caprimulgidae) propi de les Antilles.

## Taxonomia
Segons la Classificació del Congrés Ornitològic Internacional (versió 3.5, 2013) aquest gènere està format per dues espècies:
- enganyapastors de Brewster (Siphonorhis brewsteri).
- enganyapastors de Jamaica (Siphonorhis americana). Potser extint.

L'espècie Siphonorhis daiquiri és coneguda únicament per fòssils trobats a Cuba.